# Мирјана Пешић
Мирјана Божовић Пешић (1943—2016) била је српски педагог и први редовни професор предшколске педагогије у историји Филозофског факултета Универзитета у Београду.

## Биографија
Рођена је 1943. године у Београду. Дипломирала је погонско инжењерство за техничку физику на Електротехничком факултету Универзитета у Београду и психологију на Филозофском факултету Универзитета у Београду 1970. Постдипломске студије је завршила 1980. године на Одељењу за педагогију, смеру предшколска педагогија, одбраном тезе „Мотивација за учење код деце предшколског узраста”. Докторирала је на истом одељењу 1984. године са темом „Вредновање предшколских васпитних програма”. У више наврата је била управник Одељења за педагогију и андрагогију и Центра за образовање наставника. Била је дугогодишњи шеф Катедре за предшколску педагогију и један од иницијатора оснивања Института за педагогију и андрагогију Филозофског факултета Универзитета у Београду и његов први секретар, а потом и управник. Била је вишегодишњи председник Друштва пријатеља деце и сарадник Центра за права детета. Преминула је 2016. године.

## Научни рад
Током своје каријере је руководила великим бројем научно–истраживачких пројеката:
- „Евалуација програма предшколског васпитања у Србији”
- „Друштвено и породично васпитање предшколске деце”
- „Педагошка теорија и програми образовања”
- „Програмирање васпитно–образовног рада по областима”

- „Стручно усавршавање васпитача путем драмских радионица”

- „Дифузија резултата акционог истраживања”
- „Интерактивна педагогија”
- „Реформа предшколског васпитања” за Министарство просвете, науке и иновација Црне Горе
- „Развијање отвореног курикулума” у сарадњи са Министарством просвете Републике Србије

## Педагошка теорија
Као наставник је допринела развоју студијског програма педагогије, посебно у области предшколске педагогије. Каријеру је започела на једином предмету у том периоду из предшколске педагогије, а одласком у пензију је на истој катедри оставила по три предмета на основним, мастер и докторским студијама.
Своју педагошку теорију је градила на критичкој теорији друштва са вером у моћ образовања да трансформише друштво, као и у децу и практичаре. Три основна концепта у њеној теорији су:
- Разумевање педагогије као praxis – педагогија као наука која се гради кроз јединство и узајамно преиспитивање теорије и праксе. Њена методолошка оријентација је била усмерена на акциона истраживања – истовремену акцију и истраживање, процес мењања праксе кроз грађење и практичне теорије и конструкције сазнања кроз мењање праксе. Према њеним речима, акционо истраживање брише границе између истраживача и учесника у друштвеној пракси, стварајући заједницу критичких и саморефлексивних актера који могу да мењају праксу.
- Концепт права детета у образовању – виђење детета као бића које је способно да активно учествује у сопственом развоју, учењу и животу заједнице. Веровала је да се дете разликује од одраслих бића и у том развоју му је неопходна посебна брига, пажња и заштита. У домену теорије дечјег вртића је развијала концепцију отвореног курикулума у коме дете није објекат унапред утврђеног плана и активности, већ активни учесник процеса учења у програму који произлази из његових интересовања и кроз интеракцију са другом децом, васпитачем и средином.
- Концепт дечјег вртића као отвореног система повезан са концептом отвореног курикулума – дечји вртић као место заједничког живљења деце и одраслих. У оваквој средини је васпитач креатор праксе који не примењује унапред осмишљени програм, већ га креира у заједници. За стварање отвореног вртића је неопходно оснажити васпитача за практично деловање, а не само понудити теоријска знања. Практичар се тако ставља у центар педагошке праксе и педагошких реформи приликом чега настају услови за самоевалуацију практичара и трансформацију праксе.

## Најзначајнији радови
Као најзначајнији радови професорке Пешић се издвајају:
- „Мотивација за учење предшколске деце”
- „Вредновање предшколских васпитних програма”
- „Модели различитих облика предшколског васпитања”
- „Дечја права – чија одговорност”
- „Педагогија у акцији”

### Монографије
- Пешић М. (1985). Мотивација за учење код деце предшколског узраста. Београд: Просветни преглед.
- Пешић, М. (1987). Вредновање предшколских васпитних програма. Београд: Завод за уџбенике и наставна средства.
- Пешић, М, Павловић, Д., Стокић, Л. (1989). Модели различитих облика предшколског васпитања. Београд: ИПА и РСИЗ дечје заштите Србије.
- Пешић, М. и сарадници (1998). Педагогија у акцији: методолошки приручник. Београд: Филозофски факултет, Институт за педагогију и андрагогију.

### Избор радова
- Пешић,М (1972). Улога појма равнотеже у објашњењу когнитивног развоја, Психологија, бр.1-2. стр.43-47.
- Пешић, М. (1973). Промене у тумачењу природе мотивације и њихове педагошке импликације. Предшколско дете. Бр. 4., стр.353-360.
- Пешић, М. (1978). Етологија и психологија. Психологија. 1-2, стр. 137-146.
- Пешић, М. (1978). Етологија и проучавање детета. Психологија. 3, стр. 89-108.
- Пешић, М. (1979). Скица програма за праћење и евалуацију васпитно-образовног рада у дечјим вртићима. Предшколско дете. 4, стр.488-493.
- Пешић, М. (1981). Концепција и могућности реализације програма упознавања околине. Предшколско дете. 1. стр.17-31.
- Пешић, М. (1982). Стил и садржај васпитања деце од 0 до 3 године. Васпитна улога породице - Зборник института за педагошка истраживања (351-364), са О. Арежина.
- Пешић, М. (1982). Активности и улоге деце и васпитача. Предшколско дете, 3, стр. 205-209 и Предшколско дете (1983). 1-2, стр. 67-81.
- Пешић, М. (1989). Начин организовања непосредне друштвене бриге о деци предшколског узраста и врсте програма и услуга. Предшколско дете. (2019), бр.1, стр. 59-64.
- Пешић, М. (1989). Програмирање васпитно-образовног рада у дечјем вртићу. Предшколско дете, 2, стр. 5-12.
- Пешић, М. (1989). Програмирање васпитног рада по областима – једно акционо истраживање. Предшколско дете, 2. 17-25.
- Pešić, M. (1989). An alternative Approach to Preschool Curriculum Development. XIX world Congress Proceedings, OMEP, 244-250.
- Pešić, M. (1990). The evaluation of Elementary school Curriculum – National Report of Yugoslavia. Primary Education in Europe: Evaluation of New Curricula in 10 European Countries. CEDE, 123-131.
- Пешић, М. (1990). Акционо истраживање и критичка теорија васпитања. Педагогија. 3, стр. 275- 300.
- Пешић, М. (1991). Програмирање, праћење и истраживање праксе и евалуација. Учитељ у пракси. Београд: Републички завод за унапређивање васпитања и образовања. Стр. 227-245.
- Пешић, М. (1996). Истраживања у домену предшколског васпитања 1983-1996. У: Медић, Снежана (ур.). Истраживања у педагогији и андрагогији: међународни симпозијум, Београд, 16. и 17. децембар 1996. Београд: Институт за педагогију и андрагогију Филозофског факултета. 1997, стр. 21-25.
- Пешић, М. (1989). Алтернативне епистемологије педагошких истраживања. У: Пешић, Мирјана (ур.). Педагогија у акцији: методолошки приручник. Београд: Филозофски факултет, Институт за педагогију и андрагогију. стр. 3-18.
- Пешић, М. Истраживања практичара. (1989). У: Пешић, Мирјана (ур.) Педагогија у акцији: методолошки приручник. Београд: Филозофски факултет, Институт за педагогију и андрагогију. стр. 58-74.
- Пешић, М. (1989). Самоевалуација практичара. У: Пешић, Мирјана (ур.). Педагогија у акцији: методолошки приручник. Београд: Филозофски факултет, Институт за педагогију и андрагогију. стр. 143-163.
- Пешић, Мирјана, Попадић, Драган, Игњатовић-Савић, Нада, Петровић, Данијела, Радуловић, Лидија, Јашаревић, Сенад. (2002). Демократизација образовања и образовање за демократију и грађанско друштво. У: Квалитетно образовање за све - пут ка развијеном друштву. Београд: Министарство просвете и спорта Републике Србије, Сектор за развој образовања и међународну просветну сарадњу. стр. 103-147.
- Пешић, Мирјана, Гера, Иболyа, Бојковић, Драгана, Ћебић, Милица, Анђелковић, Слађана Д. (2005). Реформа образовања васпитача деце предшколског узраста у Београду. У: МИМИЦА, Аљоша (ур.), ГРАЦ, Зоран (ур.). Високо образовање у Србији на путу ка Европи четири године касније: зборник радова. Београд: Алтернативна академска образовна мрежа. стр. 77-87.

### Извештаји истраживања
- Пешић, М. са сарадницима (1982). Основне карактеристике васпитно-образовног процеса у дечјим вртићима Србије – Главни извештај. Београд Филозофски факултет.
- Пешић, Мирјана, Митровић, Милица, Хебиб, Емина, Радуловић, Лидија, Павловић Бренеселовић, Драгана (1996). Дечја права - чија одговорност? : пројекат: Родитељи и васпитачи у акцији. Београд: Институт за педагогију и андрагогију, Филозофски факултет: Уницеф.
- Воркапић, Слађана, Вучковић-Шаховић, Невена, Дејановић, Весна, Зоговић, Тања, Пешић, Мирјана, Стевановић, Ивана, Тошковић, Оливера, Пејаковић, Љубомир, Цуцић, Викторија. Права детета у Србији: 2004. Београд: Центар за права детета, 2005.
- Cucić, Viktorija, Vučković-Šahović, Nevena, Dejanović, Vesna, Zogović, Tanja, Pešić, Mirjana, Stevanović, Ivana, Tošković, Oliver, Pejaković, Ljubomir, Vorkapić, Slađana. Child Rights in Serbia: 2004. Belgrade: Child Rights Centre, 2005.
- Цуцић, Викторија, Дејановић, Весна, Јовановић, Владан, Пејаковић, Љубомир, Пешић, Мирјана, Рајовић, Вера, Сретеновић, Милана, Вучковић-Шаховић, Невена. Права детета у Србији: 2003, (Извештаји). Београд: Центар за права детета, 2004.